# Льянос-де-Альбасете
Льянос-де-Альбасете (исп. Llanos de Albacete)  — район (комарка) в Испании, входит в провинцию Альбасете в составе автономного сообщества Кастилия-Ла-Манча.

## Муниципалитеты
| Муниципалитет | Население | Площадь км² | Плотность населения чел./км² |
| ------------- | --------- | ----------- | ---------------------------- |
| Альбасете     | 164.771   | 1.125,91    | 146,34                       |
| Тинахерос     | 303       |             |                              |